# David Ury
David Brian Ury (Sonoma, California; 30 de septiembre de 1973) es un actor estadounidense de cine y televisión, comediante stand-up y de cine japonés, es especialista en traducción de Manga y Anime.

## Biografía

### Carrera
Ury aprendió a hablar japonés en la universidad japonesa de Tokio y ha trabajado como traductor de cine, televisión y manga. Y en la actualidad traduce y escribe adaptaciones en inglés para los cómics japoneses como Rave Master. En 2001 se mudó a Los Ángeles y comenzó a trabajar como Comediante.

## Filmografía
| Año       | Película                                                  |
| 2002      | Malcolm el de en medio                                    |
| 2003      | Killing the Dream                                         |
| 2004      | Witness 2 Murder                                          |
| 2004      | Able Edwards                                              |
| 2004      | Bashing                                                   |
| 2004      | Paparazzi                                                 |
| 2005      | The Basement                                              |
| 2006      | Intellectual Property                                     |
| 2007      | Matar o morir                                             |
| 2007      | La Leyenda del Tesoro Perdido 2: El Libro de los Secretos |
| 2007      | Dash 4 Cash                                               |
| 2008      | Parasomnia                                                |
| 2010      | Virgen y culpable a los 41                                |
| 2009-2011 | Zeke y Luther                                             |
| 2013      | Coffee Town                                               |
| 2015      | 31                                                        |
| 2016      | A Cinderella Story: If the Shoe Fits                      |